# (2135) Aristaeus
(2135) Aristaeus ist ein Asteroid des Apollo-Typs, der am 17. April 1977 von Schelte John Bus und Eleanor Francis Helin am Mount Palomar entdeckt wurde.
Er wurde benannt nach dem Gott Aristaios aus der griechischen Mythologie, der als Erfinder der Bienenzucht und als Schützer der Hirten und Jäger verehrt wurde.
(2135) Aristaeus ist ein Apollo-Asteroid und kreuzt somit die Erdbahn. Berechnungen zeigen, dass sich der Asteroid nach den heute geltenden Bahnelementen der Erde am 30. März 2147 bis auf 5.000.000 km (ca. 0,033 AE) annähern wird.